# Theodor Hoffmann
Theodor Hoffmann (Kuhlen-Wendorf, 1935. február 27. – Berlin, 2018. november 1.) német politikus. A Volksmarine, a keletnémet hadiflotta korábbi vezetője, az NDK utolsó honvédelmi minisztere és a Nemzeti Néphadsereg vezetője volt.

## Díjai, elismerései
A korábbi admirális számos kitüntetést elnyert.